# Srdci neporučíš
Srdci neporučíš (v anglickém originále The Bart Wants What It Wants) je 11. díl 13. řady (celkem 280.) amerického animovaného seriálu Simpsonovi. Scénář napsali John Frink a Don Payne a díl režíroval Michael Polcino. V USA měl premiéru dne 17. února 2002 na stanici Fox Broadcasting Company a v Česku byl poprvé vysílán 23. září 2003 na stanici ČT1.

## Děj
Poté, co Homer ukradne olympijskou pochodeň, protože televizní přenos sportovní události opět dočasně nahradí jeho oblíbené pořady, pronásledují organizátoři olympiády Simpsonovy helikoptérou, když prchají v autě. Jakmile jim Marge pochodeň vrátí, vrtulník se zřítí. Správci havárii přežijí, ale olympijský oheň uhasne. 
Cestou domů se rodina vydá na veletrh pořádaný soukromou školou, kde se Bart seznámí s Gretou, dcerou Rainiera Wolfcastla. Greta se do zapomnětlivého Barta zamiluje a rodina si užívá královského zacházení, které jim Rainier poskytuje. Líza však zjistí, že Bart nebere Gretu vážně poté, co vynechal její školní ples a místo toho šel sledovat, jak má ředitel Skinner na komediálním večeru číslosl. Na Lízinu radu se Bart rozejde s Gretou, která to špatně nese. 
Po její ztrátě Bart zjistí, že s Gretou vlastně chtěl být, a jde k ní domů ji požádat, aby se k němu vrátila. K jeho překvapení si Greta začala nový vztah s Milhousem, s nímž odjíždí do Kanady během otcova natáčení filmu, a Bart je s rodinou následuje. Na natáčení se Bart střetne s Milhousem a pohádají se, čímž vše zničí. Skončí před Gretou a požadují, aby si mezi nimi vybrala. Greta oba chlapce odmítne kvůli ztrátě zájmu o ně dva. Chlapci se usmíří a přidají se ke kanadskému basketbalovému týmu.

## Produkce
Díl režíroval Michael Polcino a scénář napsali John Frink a Don Payne. Původně byl vysílán na stanici Fox ve Spojených státech 17. února 2002. Ačkoli epizodu napsali Frink a Payne, nápad na díl vymyslel scenárista Matt Selman, jenž navrhl epizodu, v níž se Bartovi líbí dívka, protože „má úžasné věci“, zatímco dívce se líbí on pro svou osobu. Protože Simpsonovi v dílu navštíví Toronto, stanice Fox se rozhodla propagovat ho jako hlavní téma epizody, i když Kanada není zmíněna před třetím dějstvím. Pro propagaci dílu požádala společnost Fox, aby město Toronto vyhlásilo 17. únor 2002, den prvního vysílání epizody, za Den Simpsonových a udělilo rodině Simpsonových klíč od města. Žádost však byla zamítnuta, protože město nepovoluje, aby klíč dostaly výdělečné společnosti. Podle výkonného producenta a showrunnera Ala Jeana žádost Foxu Kanadu „rozčílila“ a „ostře formulovaný“ úvod v deníku The Toronto Star kritizoval způsoby propagace dílu ze strany televize. Noviny také připsaly kanadským scenáristům Simpsonových Joelu H. Cohenovi a Timu Longovi, že epizodu nadhodili, což však bylo v komentáři k epizodě na DVD vyvráceno. V dílu se Simpsonovi poprvé vydali do Kanady, kam se vrátili i ve dvou pozdějších epizodách: v 16. řadě v epizodě Poslední recept, kde Homer a děda navštívili Winnipeg, aby mohli pašovat levné léky, a ve 21. sérii v dílu Curlingová romance, kde Marge a Homer cestují do Vancouveru, aby se mohli zúčastnit Zimních olympijských her 2010. 
Na začátku epizody jsou Simpsonovi pronásledováni zaměstnanci olympijských her. Scéna byla zařazena, protože štáb věděl, že díl bude vysílán během Zimních olympijských her 2002. Aby se animátoři vyhnuli žalobě ze strany Mezinárodního olympijského výboru, mírně pozměnili design olympijských kruhů, které jsou vidět na vrtulnících olympijských zaměstnanců. V jedné části epizody Simpsonovi navštíví veletrh Springfieldské přípravné školy, kde si Líza všimne, jak je škola ve srovnání se Springfieldskou základní školou rozvinutější. Žárlivý ředitel Skinner se vloupe dovnitř a ukradne kškolní vybavení. Líza se šokovaně zeptá Skinnera, proč vybavení ukradl, na což Skinner odpoví: „Vítej v Americe Dicka Cheneyho.“. Původně měl říct „Vítej v Americe George W. Bushe.“, ale protože ho nikdo ze stálých dabérů seriálu nedokázal napodobit a štábu to připadalo nevkusné, rozhodli se větu změnit. Píseň, která hraje při návštěvě Simpsonových v torontském Skydome, je „Take Off“ od fiktivního komediálního dua Boba a Douga McKenzieovýc. Refrén písně nazpíval Geddy Lee, zpěvák a baskytarista kanadské rockové skupiny Rush. V epizodě se objevila americká herečka Reese Witherspoonová jako dcera Rainiera Wolfcastla Greta. Jean prohlásil, že Witherspoonová je „skvělá“, a poznamenal, že „vypadá velmi mladě“. V dílu se také objevuje rakousko-americká kuchařská celebrita Wolfgang Puck jako on sám.

## Kulturní odkazy
Při prvním setkání s Gretou ji Milhouse pozdraví slovy „Whassup?“. Tato scéna je odkazem na reklamní kampaň na americké pivo Budweiser, v níž se několik postav navzájem oslovuje slovy „Whassup?“. U Vočka dostává Wolfcastle několik otázek od zákazníků baru, což ho přiměje poslat svého „autorizovaného dvojníka“, aby odpověděl. V komentáři k epizodě na DVD Jean uvedl, že tato scéna byla napsána v době, kdy si dvojníci celebrit „skvěle vydělávali“. V jednom okamžiku dílu jsou Bart a Greta viděni, jak hrají Scrabble, slovní hru vyráběnou společností Hasbro. Hudební narážka, která hraje před a po Skinnerově komediálním výstupu, je založena na úvodní hudbě z amerického televizního sitcomu Show Jerryho Seinfelda. Bartův rozchod s Gretou ve zmrzlinárně je odkazem na film Reese Witherspoonové Pravá blondýnka, kdy se s ní v bistru rozejde Ellein přítel. 

## Vydání
V původním americkém vysílání získal díl podle agentury Nielsen Media Research rating 6,1, což znamená přibližně 6,4 milionu diváků. V týdnu od 11. do 17. února 2002 se epizoda umístila na 27. místě ve sledovanosti, čímž se stala třetím nejsledovanějším pořadem stanice.
Později téhož roku byl díl nominován na Cenu Sdružení amerických scenáristů v kategorii animace, ale nakonec prohrál s epizodou Futuramy Božský Bender. 24. srpna 2010 byl díl vydán jako součást DVD a Blu-ray setu The Simpsons: The Complete Thirteenth Season. Na audiokomentáři k dílu se podíleli Al Jean, Matt Selman, Tim Long, John Frink, Don Payne, Tom Gammill, Max Pross, Joel H. Cohen, Pamela Haydenová, Michael Polcino, Steven Dean Moore a Bill Freiberger.
Po odvysílání se epizoda setkala se smíšenými ohlasy kritiků. 
Ben Rayner z deníku Toronto Star, který díl hodnotil kladně, napsal: „Epizoda se naštěstí vyrovná tomu nejlepšímu z této řady, může se pochlubit přiměřeně neroztříštěnou dějovou linií a v případě hlavní romantické zápletky i špetkou dětské roztomilosti, kterou autoři Simpsonových vnesli do předchozích ‚zamilovaných‘ epizod.“.
Casey Broadwater z Blu-ray.com díl rovněž hodnotil kladně a označil jej za „silnou epizodu zaměřenou na postavy“.
Ačkoli se mu většina epizod 13. řady líbila, Colin Jacobson z DVD Movie Guide napsal, že Napůl slušný návrh a Srdci neporučíš ho „nutí tento názor přehodnotit“. Dále uvedl: „Stejně jako Návrh, ani tento díl není špatný pořad, ale působí vyčpěle a omšele.“. Zvláště se mu nelíbil vtip o špatném najetí kilometrů, který byl podle něj „identický“ s gagem z dřívější epizody. Svou recenzi uzavřel tím, že epizoda je „přinejlepším průměrná“.
Nate Boss z Project-Blu napsal, že ačkoli se v ní objevil Rainier Wolfcastle, který je podle něj „jednou z nejvtipnějších postav v historii Simpsonových“, epizoda „nepřešlapuje na místě, které by už nebylo několikrát vyšlapáno“. „Přihoďte Kanadu a pár vtipů o Mountie a bum, máte díl,“ uvedl.
Ron Martin ze serveru 411Mania díl také považoval za neoriginální a epizodu popsal jako „každoroční, jen pokaždé s jinými pokušiteli“.
Hannah Sungová z Toronto Star uvedla, že díl byl zklamáním, a napsala, že „nebyl úplně špatný, ale výplata neodpovídala humbuku“. Třetí dějství v Torontu bylo podle ní zklamáním a „ve skutečnosti jen nedbalým spojením všech kanadských vtipů, které nám kdy Američané vyprávěli a které po milionté ztratily pointu“.